# Règlement 1830/2003/CE sur la traçabilité des OGM
Le règlement 1830/2003/CE de l’Union européenne concerne la traçabilité des organismes génétiquement modifiés et de leurs dérivés alimentaires pour la consommation humaine ou animale.

## Objet du règlement
Le règlement n°1830/2003/CE du Parlement européen et du Conseil du 22 septembre 2003 concernant la traçabilité et l'étiquetage des organismes génétiquement modifiés et la traçabilité des produits destinés à l'alimentation humaine ou animale produits à partir d'organismes génétiquement modifiés, et modifiant la directive 2001/18/CE, est applicable aux opérateurs depuis le 18 avril 2004.
L'obligation de traçabilité introduite dans ce règlement applicable depuis le 18 avril 2004.permet de tracer le cheminement des OGM tout au long de la chaîne de production et de distribution avec pour principal objectif la fiabilité de l'étiquetage. Il instaure les denrées alimentaires et les aliments pour animaux, l'étiquetage dit « de production » pour les produits alimentaires, indépendamment de la présence d'ADN ou de protéines résultant de la modification génétique dans le produit fini. Ainsi, la conformité des produits pourra être vérifiée après examen des documents fournis au titre de la traçabilité, notamment pour les produits pour lesquels une recherche analytique est impossible.

## Champ d’application du règlement
Le champ d'application de ce règlement est large puisqu'il vise :
- tous les OGM, à l'exception des médicaments à usage humain et vétérinaire. L'obligation de traçabilité s'applique donc aux semences génétiquement modifiées, aux OGM destinés à la transformation alimentaire ou industrielle (par exemple, coton pour l'industrie textile, non autorisé à ce jour), aux denrées et aliments pour animaux contenant ou consistant en OGM (par exemple, maïs doux ou graines de soja);
- les produits obtenus à partir d'OGM, encore appelés dérivés d'OGM) destinés à l'alimentation humaine ou animale : denrées, ingrédients alimentaires et aliments pour animaux (par exemple, lécithine de soja et corn gluten feed), y compris les additifs et les arômes.

Afin de garantir la cohérence du dispositif, le règlement prévoit une exemption à l'obligation de traçabilité au même seuil et selon les mêmes critères que pour les dispositions d'étiquetage : les denrées, ingrédients et aliments pour animaux contenant de façon fortuite moins de 0,9 % de matériel transgénique sont donc exemptés de traçabilité puisqu'ils ne sont pas soumis à l'obligation d'étiquetage.

## Modalités de la traçabilité
Le responsable de la mise sur le marché transmet par écrit à la personne qui reçoit le produit l'information selon laquelle le produit en question contient des OGM. Il n'est pas prévu de mention spécifique pour transmettre cette information.
Parallèlement à cette information générale au regard de la présence d'OGM, l'opérateur doit transmettre les identificateurs uniques correspondant aux OGM présents dans le produit. Il s'agit de codes alphanumériques qui sont spécifiques pour chaque OGM et dont les modalités d'attribution ont été définies au niveau international et reprises au niveau communautaire par le règlement n°65/2004/CE : par exemple, l'identificateur unique du maïs Bt11 est SYN-BTØ11-1.

## Cas des récoltes mélangées
Lorsque les récoltes provenant de différents agriculteurs sont mélangées, au niveau des silos de stockage par exemple, il n'est pas toujours possible de connaître quels sont les OGM effectivement présents lorsque le contenu du silo est ensuite fractionné en sous-lots pour être vendus à différents opérateurs. 
Ainsi, par exemple, alors qu'un lot initial peut être constitué d'un mélange de maïs Mon810, Bt176 et T25, il est possible qu'un sous lot ne contienne que du maïs Bt176 dans la mesure où le lot initial n'est pas homogène. Afin de prendre en compte ce cas de figure et uniquement pour les produits destinés à être transformés ou ceux qui sont utilisés directement comme denrées alimentaires ou aliments pour animaux, l'opérateur n'est pas tenu d'identifier les OGM effectivement présents dans le produit mais peut transmettre la liste des OGM utilisés pour constituer le mélange initial, accompagnée d'une déclaration indiquant la destination du produit (transformation ou utilisation en alimentation).

## Dispositions complémentaires d’étiquetage
Parallèlement à l'obligation de traçabilité, le règlement n°1830/2003/CE prévoit des dispositions d'étiquetage complémentaires. En particulier, pour les produits génétiquement modifiés préemballés non alimentaires qui relèvent de la directive 2001/18/CE, les mentions « ce produit contient des OGM » ou « ce produit contient des [noms des organismes] génétiquement modifiés » doivent figurer sur une étiquette. Il convient de noter que les dispositions d'étiquetage pour les denrées alimentaires et les aliments pour animaux sont définies dans le règlement 1829/2003/CE.